# Società geografica russa

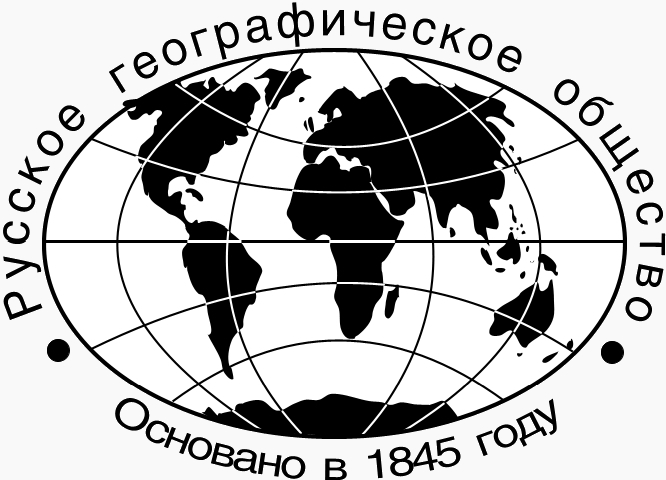
logo della Società geografica russa

La Società geografica russa (RGO) è un'istituzione fondata il 6 agosto 1845 a San Pietroburgo, in Russia.

## Storia

### Società geografica imperiale
Prima della Rivoluzione russa del 1917 essa era conosciuta come Società geografica imperiale russa.

#### Membri fondatori
- Fëdor Petrovič Litke
- Ferdinand von Wrangel
- Vladimir Ivanovič Dal'
- Vladimir Fëdorovič Odoevskij
- Friedrich Georg Wilhelm von Struve
- Karl Ernst von Baer
- Nikolaj Ivanovič Nadeždin

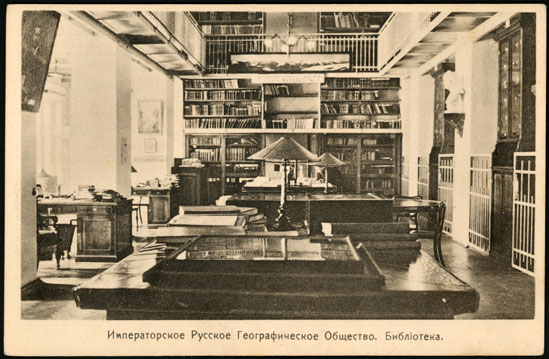
Biblioteca della Società geografica russa nel 1916.

I suoi primi presidenti furono il granduca Konstantin Nikolaevič Romanov tra il 1845 e il 1892 ed il granduca Nikolaj Mihajlovič Romanov tra il 1892 ed il 1917. I suoi vicepresidenti furono Fëdor Petrovič Litke (1845-50, 1855-57), il conte Mihail Nikolaevič Murav’ëv (1850-55), Pëtr Petrovič Semënov-Tjan-Šanskij (1873-1914) e Julij Mihajlovič Šokal'skij (1914-31).
Vennero poi fondate delle sedi decentrate nel Caucaso (1850), ad Irkutsk (1851), a Vilnius (1867), ad Orenburg (1868), a Kiev (1873), ad Omsk (1877) e successivamente anche in altre città.
La società organizzò e finanziò le spedizioni di Richard Maack, Pëtr Alekseevič Kropotkin, Semënov-Tjan-Šanskij, Nikolaj Mihajlovič Prževal'skij, Nikolaj Mikluho-Maklaj, Pëtr Kuz'mič Kozlov, Vladimir Obručev e Lev Semënovič Berg. Essa organizzò ed impiantò la prima stazione polare in Russia e fu una delle prime a pubblicare dettagliati studi sul folklore russo e sulle fiere ucraine.
La società fu pioniera nello studio e l'esplorazione degli Urali del Nord nel periodo 1847-50, delle remote sorgenti del fiume Amur nel periodo 1854-1863 e delle vaste aree di Kašgar, Zungaria e Mongolia a partire dal 1870 circa.
Nel 1917 la società venne suddivisa in undici sezioni, ciascuna composta da 1.000 membri.

### Società geografica dell'Unione Sovietica

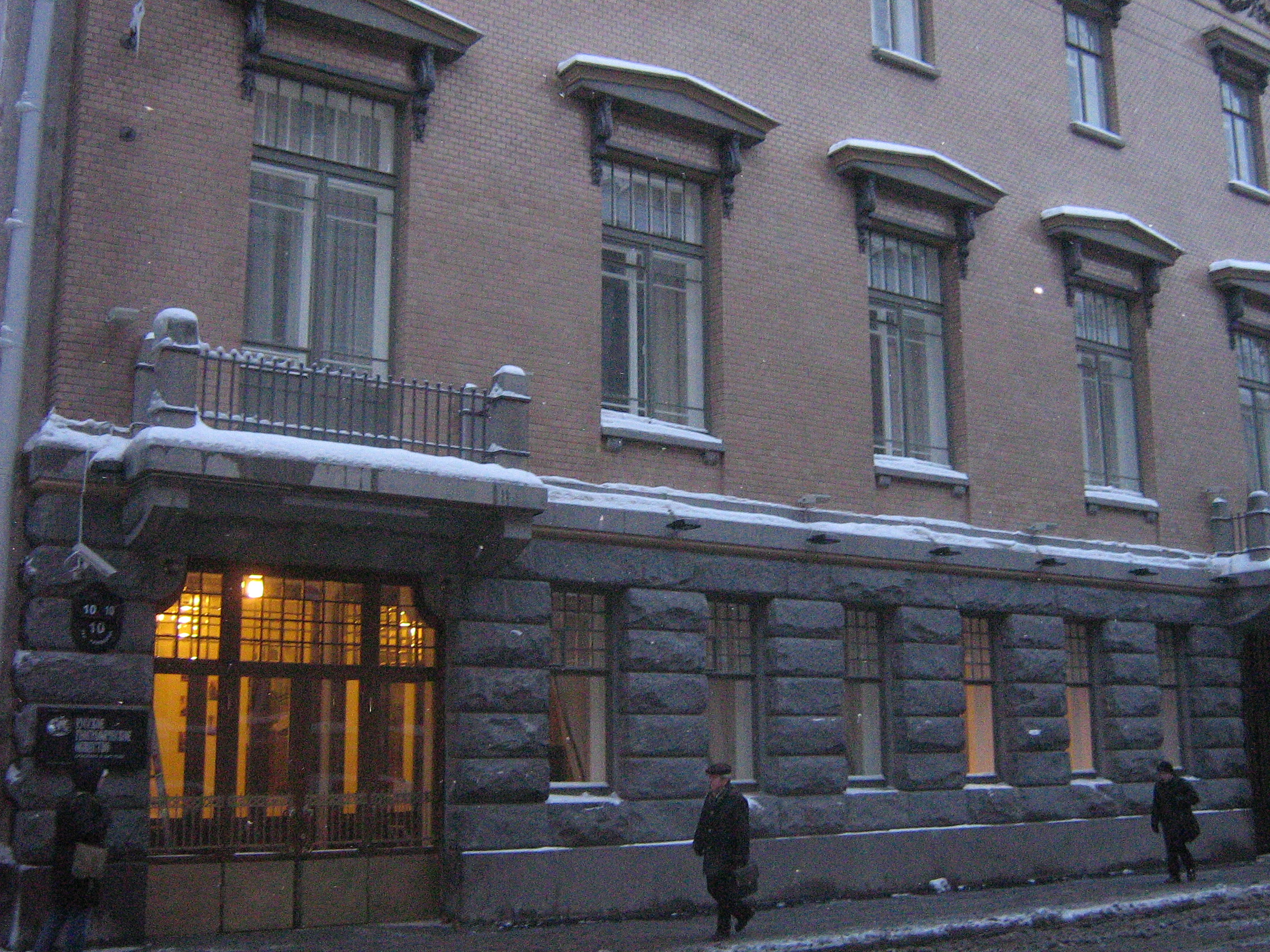
Società geografica russa

La società cambiò il suo nome in Società geografica di Stato nel 1926 e in Società geografica dell'URSS nel 1938. Dopo Šokal'skij i suoi presidenti furono il genetista Nikolai Vavilov (1931-40), lo zoologo Lev Berg (1940-1950), il parassitologo Evgenij Pavlovskij (1952-64), il glaciologo Stanislav Kalesnik (1964-77) e l'esploratore polare Aleksej Fëdorovič Trëšnikov (1977-91). La società organizzò numerosi congressi e coniò quattro medaglie in memoria di Litke, Semënov, Prževal'skij e Dežnëv. Dal 1970 la società ha pubblicato più di 2.000 volumi di letteratura geografica, incluso l'annuale Zapiski (dal 1846) e Izvestija (dal 1865).

### La nuova Società geografica russa
La Società geografica dell'Unione Sovietica è tornata all'antico nome dopo la dissoluzione dell'Unione Sovietica, nel 1991. La sede della società si trova a San Pietroburgo.

## Divisioni

### Dipartimento di etnografia
Nikolaj Nadeždin si occupò della fondazione di questo dipartimento, quando la società fu istituita. Negli anni '50 e '60 del XIX secolo il dipartimento di etnografia raccolse e pubblicò materiale sul folklore e sul modo di vivere allo scopo di salvaguardare l'essenza dei popoli che costituivano l'Impero russo.
Nel 1909 Dmitrij Nikolaevič Anučin, Vladimir Bogdanov e Vsevolod Miller convocarono la sub-sezione etnografica al XII Congresso degli scienziati russi di scienza naturale e dei medici tenutosi a Mosca. Qui venne deciso di fare una netta distinzione fra etnografi ed amatori.
Nel 1917 i membri della società David Zolotarëv e Nikolaj Mogiljanskij parteciparono alla Commissione per lo studio delle composizioni tribali delle popolazioni confinanti con la Russia.